# Nicktoonsters
Nicktoonsters fue un canal de televisión por suscripción británico e irlandés de corta duración que se lanzó el 18 de agosto de 2008 en Sky. Era un canal derivado de Nicktoons.

## Historia
La licencia de Nicktoonsters apareció por primera vez en el sitio web OFCOM en septiembre de 2007. La red estaba dirigida a niños de 5 a 11 años y transmitía principalmente contenido antiguo de bibliotecas de Nicktoons, transmitiendo doce horas al día de 7 am a 7 pm todos los días, con Comedy Central Extra +1 tomando el otras doce horas en un arreglo para compartir canales tras el lanzamiento de Nicktoonsters.
Nicktoonsters se lanzó con una semana maratónica de Rugrats antes de que comenzara su programación regular en agosto de 2008, al principio formada exclusivamente por programas "clásicos". En meses posteriores, programas más nuevos como Los Padrinos Mágicos y Bob Esponja se transmitieron los días festivos y los fines de semana.

## Cierre
Nicktoonsters finalizó su ejecución el 31 de julio de 2009 a las 7 p. m., casi un año después de su lanzamiento. Nicktoons +1, conocido como Nicktoons Replay, lo reemplazó en agosto de 2009.
Comedy Central Extra +1 (anteriormente Paramount Comedy 2 +1) eventualmente recuperó las 24 horas completas del espacio del canal en octubre de 2012 cuando Nicktoons Replay fue descontinuado y reemplazado por Nick Jr. +1.